# يان كاجا
يان كاجا (بالبولندية: Jan Kaja)‏ هو رسام بولندي، ولد في 1957 في بيدغوشتش في بولندا.